# Carabayllo (distrito)
O distrito de Carabayllo é um dos quarenta e três distritos que formam a Província de Lima, pertencente a Região Lima, na zona central do Peru.
Prefeito: Marcos Espinoza Ortiz (2019-2022)

## Transporte
O distrito de Carabayllo é servido pela seguinte rodovia:
- PE-20A, que liga o distrito de Tinyahuarco (Região de Pasco) à cidade de San Martín de Porres (Província de Lima)[1][2][3]